# Bolsa de Valores de Montevideo
Die Bolsa de Valores de Montevideo (BVM) ist die Wertpapierbörse von Montevideo.
Der Sitz der seit 1867 bestehenden Börse befindet sich in der Ciudad Vieja in der Calle Misiones 1400 im Gebäude der Bolsa de Comercio. Sowohl Neuemissionen als auch Kauf und Verkauf bereits gehandelter Wertpapiere werden dort abgewickelt. Das jährliche Transaktionsvolumen beträgt rund 3 Mrd. US-Dollar. Die Börse wird von einem aus sieben Börsenmaklern als Mitgliedern bestehenden Direktorium (Consejo Directivo) verwaltet, dessen Zusammensetzung im Jahresturnus wechselt. Unterstützend existiert sowohl eine Fiskal-Kommission (Comisión Fiscal) als auch eine Ethik-Prüfungskommission (Tribunal de Ética). Beide Gremien sind ebenfalls mit Börsenmaklern besetzt.

## Indizes
Der IMEBO ist der bedeutendste Aktienindex der BVM. Ein weiterer Index ist der BVMBG.

## Mitgliedschaften
Sie ist Mitglied in:
- Federación Iberoamericana de Bolsas